# Svolotji
Svolotji (russisk: Сволочи) er en russisk spillefilm fra 2006 af Aleksandr Atanesjan.

## Medvirkende
- Andrej Panin som Anton Visjnevetskij
- Andrej Krasko som Pasja
- Aleksandr Golovin
- Sergej Rytjenkov som Tjapa
- Vladimir Andrejev